# Inteligencia Artificial: Un Enfoque Moderno
Inteligencia Artificial: Un Enfoque Moderno es un libro de texto universitario sobre inteligencia artificial, escrito por Stuart J. Russell y Peter Norvig. Se publicó por primera vez en 1995 y la tercera edición del libro fue publicada el 11 de diciembre de 2009. Se utiliza en más de 1100 universidades en todo el mundo y ha sido llamado "el libro de texto de inteligencia artificial más popular en el mundo". Se considera el texto estándar en el campo de la inteligencia artificial.
El libro está destinado a una audiencia de pregrado, pero también se puede utilizar para estudios de posgrado con la sugerencia de añadir algunas de las fuentes principales enumeradas en la extensa bibliografía.

## Ediciones
- 1.ª 1995
- 2.ª 2003
- 3.ª 2010
- 4.ª 2020

## Estructura de la 3.ª edición
Inteligencia Artificial: Un Enfoque Moderno se divide en siete partes con un total de 27 capítulos. Los autores afirman que se trata de un texto grande que llevaría dos semestres para cubrir, teniendo en cuenta todos los capítulos y proyectos.
- Parte I: Inteligencia Artificial - Establece el escenario para las siguientes secciones viendo los sistemas de inteligencia artificial como agentes inteligentes que pueden decidir qué acciones tomar y cuándo tomarlas.
- Parte II: Resolución de problemas - Se centra en los métodos para decidir qué acción tomar cuando se necesita pensar varios pasos por delante, como jugar un juego de ajedrez.
- Parte III: Conocimiento, razonamiento y planificación - Discute maneras de representar el conocimiento sobre el ambiente de los agentes inteligentes y cómo razonar lógicamente con ese conocimiento.
- Parte IV: Conocimiento y razonamiento inciertos - Esta sección es análoga a la Parte III, pero trata del razonamiento y la toma de decisiones en presencia de incertidumbre en el medio ambiente.
- Parte V: Aprendizaje - Describe formas de generar conocimiento requerido por los componentes de toma de decisiones e introduce un nuevo componente, la red neuronal.
- Parte VI: Comunicarse, percibir y actuar - Se concentra en las formas en que un agente inteligente puede percibir su entorno, ya sea por el tacto o la visión.
- Part VII: Conclusiones	- Considera el pasado y el futuro de la IA al discutir lo que realmente es  y por qué ha tenido éxito hasta cierto punto. También los puntos de vista de los filósofos que creen que la inteligencia artificial nunca puede tener éxito son discutidos.

## Código
Los programas en el libro son representados en pseudocódigo, con implementaciones en Java, Python, y Lisp disponibles en línea..